# Pedigree

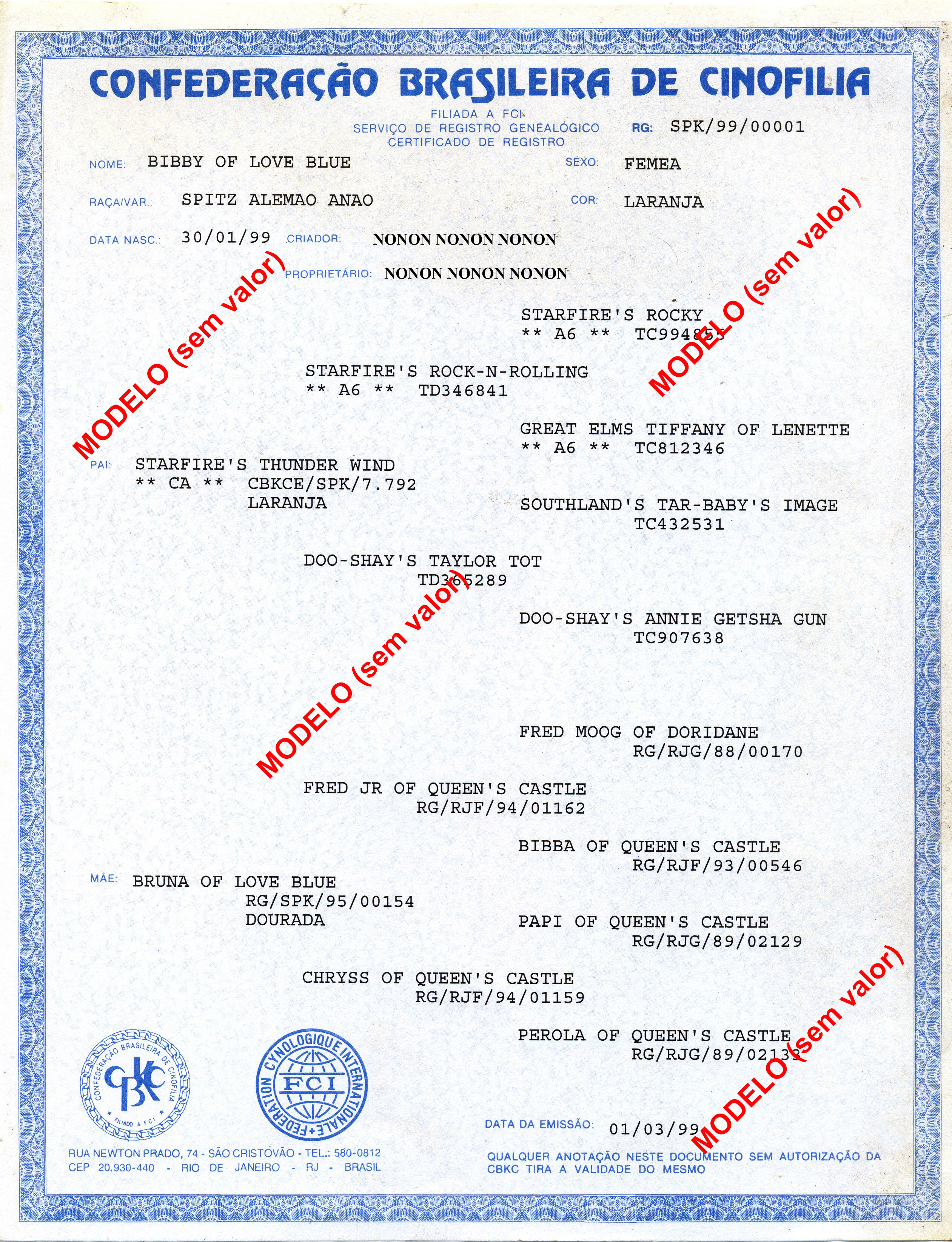
Parte frontal de um modelo de um Pedigree de cão emitido pela CBKC

Pedigree ou gráfico de linhagem é o diagrama genealógico de um animal doméstico ou pessoa (também conhecido como árvore genealógica, neste caso) e pode ser utilizado para um aconselhamento genético. Refere-se também ao certificado de registro genealógico de um animal, emitido por um clube especializado. O certificado de registro genealógico tem por finalidade principal mostrar os ancestrais diretos do animal em questão, tanto da linhagem paterna como materna.

## Etimologia
Pedigree, "tabela genealógica ou gráfico"; do anglo-normando pe de gru, uma variante do francês antigo pied de gru "pé de grou" (espécie de ave); do latim pedem, acusativo de pes, "pé" (ped- "pé" ) + gruem (nominativo de grus) "grou".
Nos manuscritos antigos, a "linhagem" era indicada por um sinal bifurcado que se assemelhava às linhas ramificadas de um mapa genealógico; o esquema também parecia ser a pegada de uma ave. Significado "linha ancestral" é de meados do século XVIII; de animais, por volta de 1600.

## Pedigrees de animais
O certificado de pedigree para animais é emitido por diversas associações de todo o mundo, competentes em registrar determinadas espécies (cães, gatos, cavalos, etc) ou raças de animais, e só é concedido à progênie de animais já previamente registrados no stud book.
Alguns certificados de pedigree emitidos por alguns clubes também podem indicar as características básicas do animal padronizadas de acordo com a raça, variedade e pelagem, nome do animal, nome do proprietário, canil, criador, etc. O documento apresenta os ascendentes do animal geralmente pelo menos até a terceira geração. O Pedigree para animais é um documento, e portanto, também, exerce a função de um título de propriedade.
No caso dos cães por exemplo, no Brasil a IBRC - Instituição Brasileira de Registro de Cães é uma entidade capacitada para a emissão de Pedigrees. Contudo existem outras entidades mais populares que emitem o certificados são a CBKC, filiada à FCI e a IDR.   Porém, existem várias outras associações brasileiras filiadas a outras associações de reconhecimento internacional, ou mesmo independentes.